# Phlyctochytrium californicum
Phlyctochytrium californicum är en svampart som beskrevs av D.J.S. Barr 1969. Phlyctochytrium californicum ingår i släktet Phlyctochytrium och familjen Chytridiaceae.   Inga underarter finns listade i Catalogue of Life.